# 1519 în literatură

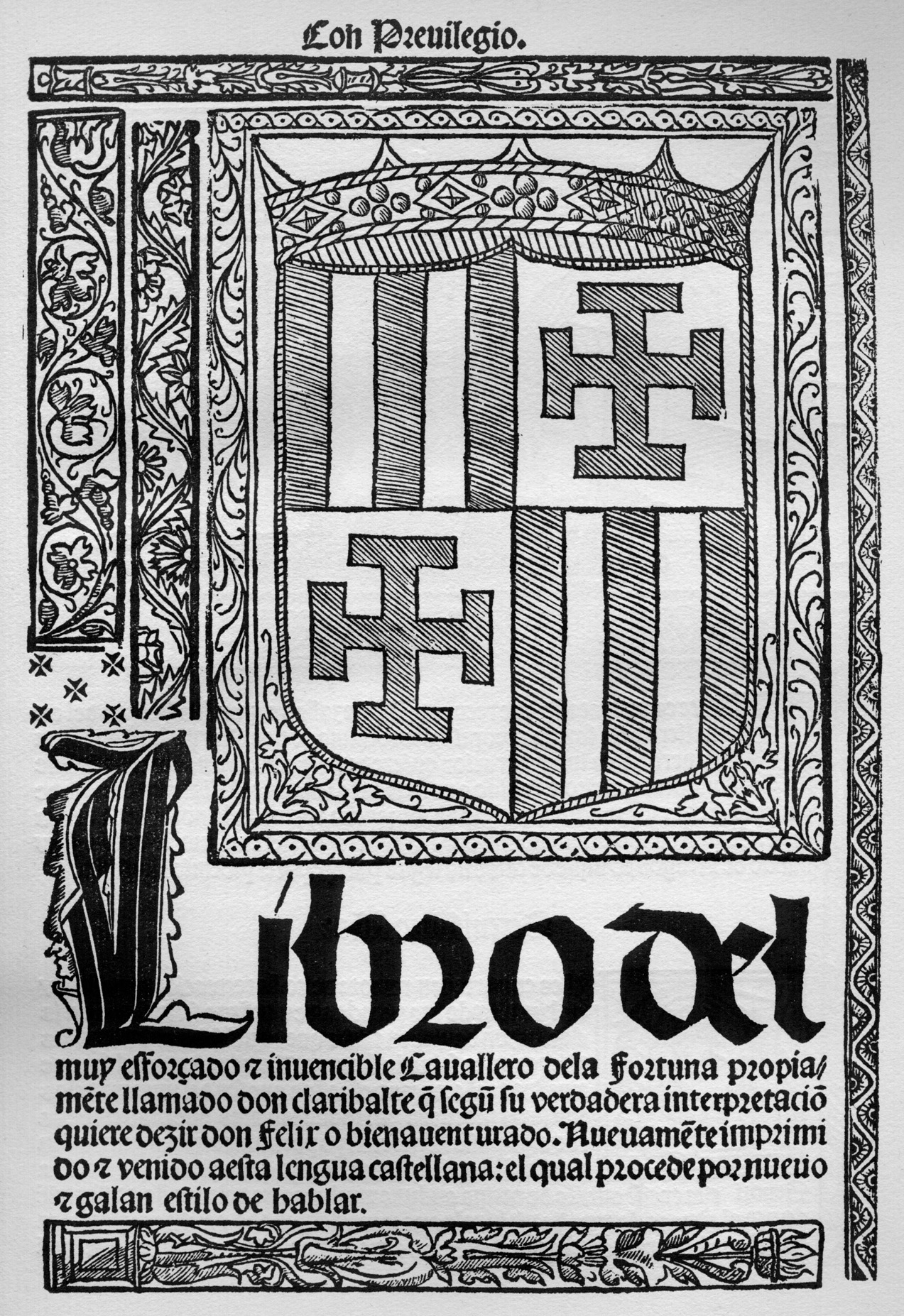
Claribalte, 1519.

- 1518 în literatură — 1519 în literatură — 1520 în literatură

Anul 1519 în literatură a implicat o serie de evenimente semnificative. 

## Eseuri
- Claude de Seyssel - La Grand'Monarchie de France (scrisă 1515-1519).
- Nicolas Versoris - Livre de raison du Bourgeois de Paris (scrisă 1519 - 1530).
- Erasmus din Rotterdam - Colloques

## Decese
Format:1519